# 弥涅耳瓦的基督
弥涅耳瓦的基督（意大利语：Cristo della Minerva）是意大利文艺复兴全盛期大师米开朗基罗创作的一尊大理石雕塑，完成于1521年，位于罗马神庙遗址圣母堂（Basilica di Santa Maria sopra Minerva）的正祭台左侧。
1514年6月，罗马贵族梅特洛·瓦里订制了这件作品，要求完成一个站立的裸体人物，手握十字架。1515年左右，米开朗基罗在在马切洛的工作室创作这座雕像的第一个版本时，在白色大理石中发现一条黑纹，将其抛弃。后来交给乌利塞·阿尔德罗万迪。在1519-1520年，米开朗基罗在佛罗伦萨又创作一个新的版本，以履行合同条款。米开朗基罗迁居罗马时，将最后的工作交给徒弟彼得罗·厄巴诺。 然而后者破坏了作品，不得不在塞巴斯蒂安·德尔皮翁博的建议下，交给费德里科·弗里齐。

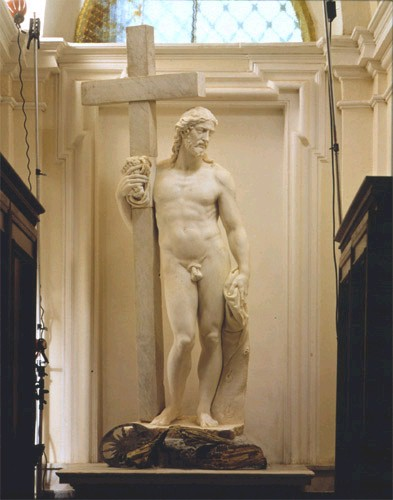
第一个版本，由后来的艺术家完成

第一个版本，虽然粗糙，仍按照梅特洛·瓦里的要求，在1522年1月交付，放在神庙遗址圣母堂附近的住宅小花园里。
第二个版本给同代人留下了深刻的印象。塞巴斯蒂安·德尔皮翁博宣称，仅仅膝盖就比整个罗马更值钱，威廉·华莱士称之为“有史以来对一件艺术品最令人好奇的赞美之一”。米开朗基罗表现的耶稣采用站立的姿势，没有穿衣服，性器官暴露，表明他不受欲望的腐蚀，完全被他的意志控制，因此，在他复活的身体上，表现出他战胜了罪和死亡。在巴洛克时期，雕塑加上了一块青铜遮羞布。
根据对立式平衡原则，耶稣的一条腿弯曲，头部后转。与第一个版本相比，从不同角度看此雕像时，这个姿势更为生动，给人留下更多样化的印象，“不仅激活了周围的空间，而且暗示了一个正在展开的故事。”2017年，第一个版本在伦敦国家美术馆展出，与第二个版本，及图纸和相关信件在同一房间展出。:49–55